# Stepàntxikovo i els seus habitants

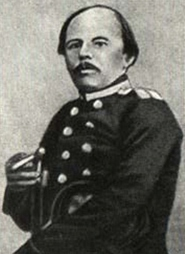
Fiódor Dostoievski el 1859, data de la publicació de Stepantxikovo i els seus habitants

Stepàntxikovo i els seus habitants (Село Степанчиково и его обитатели, Seló Stepàntxikovo i iegó obitàtieli) és una novel·la escrita per Fiódor Dostoievski i publicada el 1859.
Va ser escrita col·locant un dels personatges, Serguei Aleksàndrovitx, com a autor i narrador de la història.
El to de l'obra és de comèdia, sense deixar de ser pel tractament jocós de l'argument una obra amb els tocs característics de l'autor, com la profunda precisió psicològica i, tanmateix, destaca per ser molt més amena.

## Argument
La història es desenvolupa en un llogaret rural anomenat Stepàntxikovo i comença quan el coronel Iégor Ílich Rostàniev fa venir el seu nebot Serguei perquè l'ajudi a casa seva pels problemes que ha creat un nou hoste i també perquè es casi amb la seva mainadera de la qual ell està enamorat, però per intrigues familiars i interessos econòmics es veu forçat a rebutjar-la. El principal problema a la casa del coronel és el seu hoste més «il·lustre», el quasi autonomenat senyor de la casa Fomà Fomitx, que és declarat per l'autor com l'«heroi de la novel·la», un personatge de caràcter absurd i amb pretensions d'erudit que posa la casa i les vides del llogaret de Stepàntxikovo literalment de cap per avall.

## Personatges principals
- Fomà Fomich Opiskin: és el personatge central de la història. Un tipus de caràcter en excés exòtic que és vexat de la manera més humiliant pel seu antic senyor, el general Krajotkin, i en morir el seu amo crea un poderós ascendent sobre la vídua d'aquest, que a la vegada és la mare del coronel Iègor Ilich Rostàniev. Tots dos es muden a la propietat d'ell, on Fomà Fomich demostra el seu caràcter despòtic i roí, comportant-se com el senyor de l'heretat.[1]
- Iègor Ilich Rostàniev: és d'alguna manera la víctima de la història, antic soldat dotat d'un caràcter afable i càndid que ha de viure pràcticament de puntetes en la seva pròpia casa, sotmès per la debilitat de caràcter a la seva despòtica i anciana mare i sobretot al protegit d'aquesta, el superb i buidament inflat Fomà Fomich.[2]
- Serguei Aleksàndrovitx (Seriozha): és el nebot del coronel Iégor Ilich Rostàniev i és col·locat com l'autor i narrador de l'obra. Es tracta d'un jove instruït que és portat pel seu oncle perquè l'ajudi amb el desastre en el qual s'ha convertit la seva llar i també perquè es casi amb la seva institutriu. Des del principi, el jove comprèn la bogeria en la qual s'ha convertit la casa del seu oncle. A més a més, s'enfronta a Fomà Fomich i se'n guanya el seu odi.[3]